# Daedalina clevia
Daedalina clevia är en fjärilsart som beskrevs av Heinrich Benno Möschler 1880. Daedalina clevia ingår i släktet Daedalina och familjen nattflyn. Inga underarter finns listade i Catalogue of Life.